# Allopogon castigans
Allopogon castigans là một loài ruồi trong họ Asilidae. Allopogon castigans được Walker miêu tả năm 1851.